# Vite pericolose di bravi ragazzi
Vite pericolose di bravi ragazzi è l'unico romanzo scritto dall'autore statunitense Chris Fuhrman. Pubblicato per la prima volta in lingua originale nel 1994, la prima edizione in italiano è del 2013.

## Trama
Savannah, Stati Uniti. Primi anni Settanta. L'adolescente Francis frequenta la scuola cattolica del Cuore Benedetto e vive una vita normale: prime sbronze con gli amici, qualche scazzottata, poca attitudine allo studio.
La sua vita cambia quando s'innamora perdutamente dell'introversa coetanea Margie, conosciuta dopo una messa. Ora Francis ha un pensiero fisso e Tim, amico esile e ribelle, lo aiuta a conquistare la ragazza. Nel frattempo, insieme ad altri amici, Tim e Francis disegnano per gioco un fumetto osceno che finisce però nelle mani del preside della scuola. A causa di ciò, il gruppo di ragazzi rischia la bocciatura. Per evitarla organizzano un piano ingegnoso: decidono di catturare una lince del vicino parco naturale e di liberarla all'interno della scuola, convinti che un fatto del genere farà passare dalla mente del preside la vicenda del fumetto. Il piano non va però come previsto e Tim rimane ucciso dal morso di una lince. Il lutto, che coinvolge tutta la cittadina, ha comunque l'effetto di evitare la bocciatura di Francis e dei suoi compagni.
Nelle ultime pagine del romanzo si scopre che Francis rimane insieme a Margie fino alla fine delle scuole superiori, ma poi si perdono di vista completamente. Intanto, Francis ha riscosso un discreto successo come fumettista e viene ingaggiato dalla DC Comics per disegnare una serie a fumetti incentrata sulla sua adolescenza e quella dei suoi amici.

## Adattamento cinematografico
Nel 2002, il regista Peter Care ha portato sul grande schermo l'adattamento del romanzo di Fuhrman. Anche per la versione italiana è stato utilizzato il titolo originale in inglese del film (che è poi lo stesso del romanzo), ovvero The Dangerous Lives of Altar Boys.

## Edizioni
- Chris Fuhrman, Vite pericolose di bravi ragazzi, traduzione di Clara Ciccioni, Isbn, 2013,  p. 288, ISBN 978-88-7638-449-3.